# 伊藤歩
伊藤 歩（いとう あゆみ、1980年4月14日 - ）は、日本の女優、声優。東京都出身。TWIN PLANET所属（業務提携）。

## 略歴
6歳の頃から雑誌のモデルなどの仕事を始める、9歳の時からクラシックバレエを習い始める。家族の熱心な応援もあって女優を志し、1993年に大林宣彦監督の映画『水の旅人-侍KIDS-』でデビューした。
1996年に岩井俊二監督の映画『スワロウテイル』に出演、初めてヌードシーンを経験するなど本作の演技が高く評価され、当時16歳でありながら、第20回日本アカデミー賞において新人俳優賞および優秀助演女優賞を受賞した。『スワロウテイル』での出演をきっかけに英語力の必要性を実感し、高校卒業後はニューヨークに10か月ほど語学留学した。
帰国後の1999年、三上博史主演のドラマ『リップスティック』（フジテレビ）にメインキャストとして出演した。
2007年2月、ユマニテからアノレへ移籍。2009年には香港ブランド「MATAHARI」とコラボレーションバッグを完全限定発売した。
2010年8月～10月に放送されたバラエティ番組『主演 さまぁ〜ず 〜設定 美容室〜』（日本テレビ）では初のワンシチュエーションコメディに挑戦し、秋からは森永乳業『マウントレーニア』のCMに出演して露出が高まる。
2013年2月にはアノレからセブンス・アヴェニューに移籍。2014年夏の連続ドラマ『昼顔〜平日午後3時の恋人たち〜』（フジテレビ）で、主役の一人である夫役の斎藤工を不倫相手に奪われまいとする妻の役で注目を集めた。2015年、『その男、意識高い系。』（NHK BSプレミアム）で連続テレビドラマ初主演。
2019年11月、愛知県在住20代の女性と北海道在住30代の男性からそれぞれメールで脅迫された。双方とも脅迫および威力業務妨害容疑で書類送検されている。
2024年1月16日、同月31日を以って11年間所属したセブンス・アヴェニューを退所することを自身のInstagramにて明らかにした。同年2月17日、TWIN PLANET所属（業務提携）となったことを自身のInstagramで明らかにした。

### 音楽活動
2001年には元JUDY AND MARYのYUKI、CHARA、THE THRILLのテナーサックス・YUKARIE、ソロミュージシャンのちわきまゆみと共に女性5人でバンド「Mean Machine」（ミーン・マシーン）を結成。バンドではAyumi名義でヴォーカルを務めた。デビュー曲「スーハー」はテレビ朝日の東京国際マラソン、福岡国際マラソン、全日本大学駅伝対校選手権大会のテレビ番組用のイメージソングとして起用され、デビュー曲を含むシングル2枚とアルバム1枚をリリースした。
2010年に映画『ソラニン』で近藤洋一と共演したことをきっかけに、サンボマスターのシングルカップリング曲「世界をかえさせておくれよ」にゲストボーカルとして参加、2012年にはサンボマスターのアルバム『ロックンロールイズノットデッド』の「恋する季節」においてゲストボーカルとして参加した。

## 人物
- 映画『リリイ・シュシュのすべて』では、剃髪シーンの撮影で実際に頭を丸め、丸坊主になったことが大きな話題になった。映画『ふくろう』ではヘアヌードシーンにも挑戦するなど[注 1]、女優として割りきった仕事ぶりが際立つ。

- 多数のアーティストが参加した「THE ドラえもん展」では、蜷川実花の写真作品の中で、ドラえもんとさまざまな場所をデートする少女の役で登場している。

- 東日本大震災で被災した岩手県大船渡市を活気づけるため、現地で数々のイベントの発起や参加を行っている。

- 三半規管が弱い為、乗り物酔いをしやすい[要出典]。

- 2022年1月22日放送の『ぶらり途中下車の旅』（日本テレビ）によると、トランペットを吹いていた経験がある。

## 出演

### 映画
- 水の旅人 侍KIDS（1993年7月17日） - 楠林千鶴子 役
- 女ざかり（1994年6月18日）
- スワロウテイル（1996年9月14日） - アゲハ 役
- 夏時間の大人たち HAPPY-GO-LUCKY（1997年3月15日）
- 三毛猫ホームズの推理（1998年2月14日）
- SADA〜戯作・阿部定の生涯（1998年4月11日）
- カンゾー先生（1998年10月17日）
- のど自慢（1999年1月15日） - 高橋里香 役
- リリイ・シュシュのすべて（2001年10月6日） - 久野陽子 役
- さよなら、クロ〜世界一幸せな犬の物語〜（2003年7月5日） - 五十嵐雪子 役
- ふくろう（2004年2月7日） - エミコ 役
- 花とアリス（2004年3月13日） - 池田沙織 役
- きょうのできごと（2004年3月20日） - けいと 役
- Believer ビリーバー（2004年6月12日） - 高野カオル 役
- MASK DE 41（2004年8月21日） - 倉持春子 役
- 下弦の月〜ラスト・クォーター（2004年10月9日） - 上條さやか 役
- 雨鱒の川（2004年11月13日） - 井上美香 役
- クリスマス★クリスマス（2004年12月4日） - 佐々木美和 役
- 理由（2004年12月18日） - 宝井綾子 役
- ホールドアップダウン（2005年10月28日） - 宮崎響子 役
- カーテンコール（2005年11月12日） - 主演・橋本香織 役
- 陶器人形（2006年制作）[注 2][5]
- チェケラッチョ!!（2006年4月22日） - 中村渚 役
- 親指さがし（2006年08月26日） - 高田知恵 役
- こおろぎ（2006年制作）[注 3]
- キトキト!（2007年3月17日） - 藍 役
- 東京タワー オカンとボクと、時々、オトン（2007年4月14日） - タマミ 役
- 歌謡曲だよ、人生は 第九話 逢いたくて逢いたくて（2007年5月12日） - 鈴木恵美 役
- 遠くの空に消えた（2007年8月18日） - サワコ先生 役
- 呉清源 極みの棋譜（2007年11月17日） - 中原和子 役
- TOKYO! 「インテリア・デザイン」（2008年8月16日） - アケミ 役
- 青い鳥（2008年11月29日） - 島崎美幸 役
- BLUE PACIFIC STORIES 「カモミールの羽」（2009年8月1日） - 由美 役
- ちゃんと伝える（2009年8月22日） - 中川陽子 役
- BANDAGE バンデイジ（2010年1月16日） - 湯刈信子 役
- 花のあと（2010年3月13日） - 加世 役
- ソラニン（2010年4月3日） - 小谷アイ 役
- GANTZ（2011年1月29日） - 鮎川映莉子 役
- GANTZ PERFECT ANSWER（2011年4月23日） - 鮎川映莉子 役
- スープ〜生まれ変わりの物語〜（2012年7月7日） - 渋谷美加（16年後） 役
- The Room（2012年製作、2016年8月20日公開） - 主演・ユミ 役[6][注 4][7]
- 渾身 KON-SHIN（2013年1月12日） - 主演・坂本多美子 役
- 横道世之介（2013年2月23日） - 片瀬千春 役
- シャニダールの花（2013年7月20日） - 田村ユリエ 役
- ジャッジ!（2014年1月11日） - 麻里子 役[8][9]
- Dance! Dance! Dance!（2015年、ベルギー2014年10月22日、日本2016年2月25日） - YUKINO 役
- 昼顔（2017年6月10日） - 北野乃里子 役
- 関ヶ原（2017年8月26日） - 蛇白 役[10]
- チア男子!!（2019年5月10日） - 高城さつき 役[11]
- 海辺の映画館―キネマの玉手箱（2020年7月31日） - 川島芳子 役
- ノイズ（2022年1月28日） - 青木千尋 役[12]
- Dr.コトー診療所（2022年12月16日） - 安藤リカ 役[13]
- 忌怪島/きかいじま（2023年6月16日） -  井出文子 役[14]
- 白の花実（2025年12月26日公開予定）[15]
- ゴリラホール（2025年公開予定） - 本城カヨ 役[16]

### テレビドラマ
- ドラマスペシャル 三毛猫ホームズの推理（1996年9月23日、テレビ朝日） - 三田村 役
- 水の中の八月（1998年3月27日、NHK BShi） - 橋本礼子 役
- 世紀末の詩 最終話（1998年12月23日、日本テレビ） - ピーターパンの少女 役
- リップスティック（1999年4月12日 - 6月28日、フジテレビ） - 松田恵理子役
- 日曜日は終わらない（1999年10月21日、NHK大阪） - のざきたえこ 役
- ウエディングプランナー SWEETデリバリー（2002年4月10日 - 6月26日、フジテレビ） - 相沢くるみ 役
- ホーム&アウェイ 第6話（2002年11月11日、フジテレビ） - 六車薫丞 役
- Dr.コトー診療所 第7話（2003年8月14日、フジテレビ） - 安藤リカ 役
- 家栽の人スペシャル（2004年10月20日、TBS） - 野上真智子 役
- 青春の門 -筑豊篇-（2005年3月21日・22日、TBS） - 梓旗江 役
- 太宰治物語（2005年10月10日、TBS） - 山崎富栄 役
- 飛鳥へ、そしてまだ見ぬ子へ（2005年10月10日、フジテレビ） - 沢村飛鳥 役
- アウトリミット（2005年10月10日、WOWOW） - 吉野晶子 役
- 理由（日テレヴァージョン[注 5]）（2005年11月8日、日本テレビ） - 宝井綾子 役
- トップキャスター 第9話（2006年6月12日、フジテレビ） - 山田佳奈 役
- 記憶の海（2010年3月22日 - 25日、TBS） - 主演・小野里美 役
- 私が初めて創ったドラマ 「左脳系女子の恋」（2010年11月19日、NHK総合） - 主演・数美 役
- 連続テレビ小説 おひさま（2011年4月4日 - 10月1日、NHK総合） - 高橋夏子 役
- 深夜食堂2 第14話（2011年11月8日、毎日放送） - イクミ 役
- 贖罪 第4話（2012年1月29日、WOWOW） - 村上真由 役
- O-PARTS〜オーパーツ〜（2012年2月27日 - 3月1日、フジテレビ） - 榊原明日香 役
- 罪と罰 A Falsified Romance（2012年4月29日 - 6月3日、WOWOW） - 裁喜乃 役
- 未来日記-ANOTHER:WORLD- 第7話 - 最終話（2012年6月2日 - 30日、フジテレビ） - 須藤霧海 役
- 結婚しない（2012年10月11日 - 12月20日、フジテレビ） - 河野瑞希 役
- 火怨・北の英雄 アテルイ伝（2013年1月11日 - 2月1日、NHK BSプレミアム） - 古天奈 役[注 6][17]
- 真夜中のパン屋さん（2013年4月28日 - 6月16日、NHK BSプレミアム） - 暮林美和子 役
- 救命病棟24時 第5シリーズ 第5話 - 第6話（2013年8月6日 - 13日、フジテレビ） - 桂木藍子 役
- 恋愛ドラマをもう一度（2013年11月23日・12月7日、LaLa TV） - 坂井ひとみ 役[注 7]
- 太陽の罠（2013年11月30日 - 12月21日、NHK） - 長谷川葵 役
- 隠蔽捜査 第6話 - 第7話（2014年2月17日 - 24日、TBS） - 畠山美奈子 役
- 埋もれる（2014年3月16日、WOWOW） - 田島由香 役
- 連続ドラマW パンドラ〜永遠の命〜（2014年4月27日、WOWOW） - 田代めぐみ 役
- 死神くん 第6話（2014年5月30日、テレビ朝日） - 高山里奈 役
- 昼顔〜平日午後3時の恋人たち〜（2014年7月17日 - 9月25日、フジテレビ） - 北野乃里子 役
- 戦う女 第4話（2014年11月7日、フジテレビNEXT） - 由香 役
- その男、意識高い系。（2015年3月3日 - 4月21日、NHK BSプレミアム） - 主演・坪倉春子 役
- 婚活刑事（2015年7月2日 - 9月17日、読売テレビ・日本テレビ） - 主演・花田米子 役[18]
- わたしを離さないで（2016年1月15日 - 3月18日、TBS） - 堀江龍子 役[19]
- 営業部長 吉良奈津子（2016年7月21日 - 9月22日、フジテレビ） - 坂部深雪 役[20]
- 相棒 season15 元日スペシャル 第10話「帰還」（2017年1月1日、テレビ朝日） - 若月詠子 役
- セシルのもくろみ（2017年7月13日 - 9月7日、フジテレビ） - 沖田江里 役[21][22]
- 平成細雪（2018年1月7日 - 28日、NHK BSプレミアム） - 蒔岡雪子 役[23]
- 明日の君がもっと好き（2018年1月20日 - 3月10日、テレビ朝日） - ヒロイン・里川茜 役
- CHIEF〜警視庁IR分析室〜（2018年4月15日、テレビ朝日） - ヒロイン・泉本乃梨子 役
- 盗まれた顔 〜ミアタリ捜査班〜（2019年1月5日 - 2月2日、WOWOW） - 千春 役[24]
- 坂の途中の家（2019年4月27日 - 6月1日、WOWOW） - 芳賀六実 役[25]
- 湊かなえ ポイズンドーター・ホーリーマザー 最終話「マイディアレスト」（2019年8月10日、WOWOW） - 主演・淑子 役[26]
- シャーロック 第3話・最終話（2019年10月21日・16日、フジテレビ） - 市川利枝子 役
- グランメゾン東京 第8話・最終話（2019年12月8日・29日、TBS） - 遠藤凪子 役
- 警視庁・捜査一課長 SP8（2020年、テレビ朝日） ‐ 陣内綾 役
- 70才、初めて産みましたセブンティウイザン。（2020年4月5日 - 5月24日、NHK BSプレミアム） - 黄桜豊子 役
- タリオ 復讐代行の2人 第2話（2020年10月16日、NHK総合） - 教祖 役
- 明治開化 新十郎探偵帖 第5話（2021年1月15日、NHK BSプレミアム） - 大伴夫人 シノブ 役
- ラジエーションハウスII〜放射線科の診断レポート〜 第7話・第9話・第10話（2021年11月15日・29日・12月6日、フジテレビ） - 池田しずく 役
- TOKYO VICE 第4話 - 第8話（2022年4月 - 、HBO Max・WOWOW） - ミサキ 役
- ラストマン-全盲の捜査官- 第4話（2023年5月14日、TBS） - 真鍋美雪 役
- CODE-願いの代償- 第6話 -（2023年8月6日 - 、読売テレビ・日本テレビ） - 小島明日香 役[27]
- 舟を編む 〜私、辞書つくります〜（2024年2月18日 - 4月21日、NHK BS・BSプレミアム4K） - 渡瀬凛子 役[28]
- 白暮のクロニクル（2024年3月1日 - 5月17日、WOWOW） - 按察使薫子 役[29][30]
- TRUE COLORS（2025年1月5日 - 3月2日、NHK BS・BSプレミアム4K） - 黒沢涼子 役[31][32]
- 大追跡〜警視庁SSBC強行犯係〜 第2話（2025年7月16日、テレビ朝日） - 星野ゆかり 役[33]

### 旅番組
- ヨーロッパ水風景 「ザルツブルク」（2013年7月29日 - 8月2日、テレビ東京）
- 朝だ!生です旅サラダ 「屋久島」（2021年12月18日、朝日放送テレビ）
- ぶらり途中下車の旅（日本テレビ） - 旅人
  - 「小田急線の旅」（2022年1月22日）[34]
  - 「東京さくらトラムの旅」（2022年9月24日）[35]
- なりゆき街道旅 「江の島」（2022年5月8日、フジテレビ）

### Webドラマ
- 上海恋香〜shanghai Lianxiang〜（2004年12月6日、WEBシネマ） - 主演・須藤祐美子 / 須藤紀子 役
- 最上のプロポーズ（2013年5月20日 - 6月24日、全12話、BeeTV） - 羽田あずさ 役
- 幽☆遊☆白書（2023年12月14日、Netflix） - 浦飯温子 役
- さよならのつづき（2024年11月14日、Netflix） - 立石みどり 役[36]
- 匿名の恋人たち（2025年10月16日配信予定、Netflix） - 川村元美 役[37]

### 舞台
- マテリアル・ママ（2006年4月19日 - 5月4日、新国立劇場） - トキエ 役
- BLACKBIRD（2009年7月17日 - 9月6日、世田谷パブリックシアター） - ウーナ 役
- LOVE LETTERS〜2012 22nd Anniversary〜（2012年9月24日、PARCO劇場） - メリッサ 役[注 8]
- いやむしろわすれて草（2013年5月16日 - 26日、青山円形劇場） - 高木二葉 役
- ETERNAL CHIKAMATSU（2016年2月29日 - 3月6日、大阪・梅田芸術劇場 / 3月10日 - 27日、東京・Bunkamura シアターコクーン)[38]
- 幻調乱歩大系（2025年3月6日 - 9日、草月ホール）[39]

### ビデオ / DVD作品
- 毛ぼうし（1997年3月21日、PONY CANYON） - 女学生 役
- 円都（2000年11月15日） - アゲハ 役
- 『きょうのできごと』というできごと（2004年3月17日）

### ナレーション
- ap bank fes'12 Fund for Japan つま恋 淡路島 そしてみちのくへ　思いをつなげて（2012年9月29日、NHK総合）
- ap bank fes'12 Fund for Japan つま恋 淡路島 そしてみちのくへ　思いをつなげて・特別編（2012年10月26日、NHK BSプレミアム）
  - みちのくでの「eco-reso talk」でゲストトークの出演もあり
- DOCUMENTARY of AKB48 No flower without rain 少女たちは涙の後に何を見る?（2013年2月1日）

### ラジオドラマ
- SUNTORY Theater Zero-Hour 「シュガーレス･ラヴ」全5話（2004年5月24日 - 28日、J-WAVE） - 朗読
- FMシアター 「ほぞ」（2020年7月11日、NHK-FM） - タエ 役[40]
- 「アレク氏 2120」（2020年11月、Audible） - 海野亮子 役[41]
- FMシアター 「アラカルト！」（2024年2月10日、NHK-FM） - 成瀬志織 役[42]

### バラエティ
- 主演 さまぁ〜ず 〜設定 美容室〜（2010年8月12日 - 10月28日、日本テレビ） - アユリ 役
- 痛快TV スカッとジャパン　《父の日スカッと》「ありがとうが言えなくて…」（2017年6月5日、フジテレビ）
- 痛快TV スカッとジャパン　《ウソみたいなホントの話》『13年越しのサプライズ』（2021年11月1日、フジテレビ）
- Let's!美バディ（2022年1月24日 - 1月25日、TBS）
- スクール革命!SP（2022年1月28日、日本テレビ）
- 人生が変わる1分間の深イイ話（2022年1月31日、日本テレビ）
- 7つの海を楽しもう!世界さまぁ〜リゾート（2022年9月3日、TBS）
- ぶらり途中下車の旅（2022年1月22日小田急線の旅〈初出演〉、2022年9月24日東京さくらトラムの旅、日本テレビ）
- にっぽん百低山 「姫神山・岩手」（2022年10月12日、NHK総合）ゲスト

### CM
- シャープ ニュースビジョン（1994年 - ）
- サントリー
  - ピコー（1995年 - ）
  - サントリーオールド
    - 「父の上京」篇（2007年2月5日 - ）
    - 「父の誕生日」篇（2008年2月9日 - ）
    - 「娘の相手」篇（2008年10月1日 - ）
- 角川書店 角川mini文庫（1996年 - ）
  - 『創刊篇』
  - 『ベッド篇』
  - 『銀河鉄道の夜篇』
- TOYOTA
  - ecoプロジェクト（1997年 - ）ナレーション
  - MORE THAN BEST『シーサイドストーリー（安全）篇』（2005年 - ）
- アンリツ 企業（1997年 - ）ナレーション
- NTT OCN回線（1997年 - ）
- ライオン 足すっきりシート休足時間（1998年 - ）
- 大塚製薬 企業（1998年 - ）ナレーション
- アサヒビール アサヒスーパードライ（1999年 - ）ナレーション
- 花王
  - ビオレ（1999年 - ）
  - スタイルフィット
    - 「働く女性たちに」篇（2007年9月1日 - ）
    - 「月の輝く夜に」篇（2007年11月8日 - ）
    - 「忙しい夜にDINKS」篇（2008年2月7日 - ）

  - アタックバイオジェル 「アタックバイオジェル新登場」篇（2008年1月23日 - ）
- エムディアイ レオパレス21（1999年 - ）
- キユーピー アヲハタジャム（1999年 - ）ナレーション
- エーザイ（2001年 - ）
- 東芝（2001年 - ）
- ジャックスカード（2001年9月 - 2003年）小林由佳 役
  - 「パンとカメラ」出会い篇
  - 「由佳と和也」再会（雪）篇
  - 「由佳と和也」恋の芽生え篇
  - 「由佳と和也」喧嘩篇
  - 「由佳と和也」旅立ち篇
  - 「由佳と和也」最終話
- ファンケル マイルドクレンジングオイル 『無添加なひと』篇（2004年 - ）
- SONY BRAVIA（2006年 - ）ナレーション
- ニッセン（2006年 - ）
  - 「ファッション」篇
  - 「インテリア」篇
- 日立製作所 パワースターの掃除機（2006年 - 2007年）
- 都市再生機構 UR賃貸住宅 
  - 「大きな木の下で」篇（2006年9月 - ）
  - 「おはよう」篇（2006年9月 - ）
  - 「夫婦の見解」篇（2007年6月16日 - 2007年7月22日）
  - 「子供の喧嘩」篇（2007年6月16日 - 2007年7月22日）
- エース プロテカ protecA 「NEW TRAVEL」篇（2007年4月1日 - ）
- ロッテ ACUO POWDER 『いい息になった日』篇（2011年7月4日 - ）
- 明治安田生命 「MYライフプランアドバイザー物語」
  - 「3つの世界」篇（2011年9月27日 - ）
  - ビフォアサービス 「FP」篇（2012年6月30日 - ）
  - ビフォアサービス 「社会保障制度」篇（2012年6月30日 - ）
  - ビフォアサービス 「FP/社会保障制度」篇（2012年6月30日 - ）
  - ビフォアサービス 「社会保障制度」篇（ニッポンすこや化プロジェクト告知）（2013年3月 - 2013年4月14日）ナレーションのみ
  - ビフォアサービス 「FP/社会保障制度」篇（ニッポンすこや化プロジェクト告知）（2013年3月 - 2013年4月14日）
- intel 企業　エスプレッソマシン 篇（2011年9月）ナレーション
- NTT docomo walk with you 「母から、娘へ。」篇（2012年1月1日 - ）
- 森永乳業 マウントレーニア カフェラッテ
  - 『再会』篇（2012年10月5日 - ）
  - 『何を思う』篇（2013年4月22日 - ）
  - 『アラタとアユミの日常』篇（2013年10月8日 - ）
  - 『またいつか』篇（2014年4月4日 - ）
  - 『ただいま』篇（2014年10月17日 - ）
- 大塚製薬 オロナミンCドリンク「ハツラツタワーのある街」シリーズ（2017年1月 - ）

### OVA
- FINAL FANTASY VII ADVENT CHILDREN（2005年9月14日） - ティファ・ロックハート 役
- LAST ORDER FINAL FANTASY VII（2005年9月14日） - ティファ・ロックハート 役

### ゲーム
- キングダム ハーツ シリーズ（ティファ・ロックハート）
  - キングダム ハーツII（2005年12月22日発売）
  - キングダム ハーツ HD 2.5 リミックス（2014年10月2日発売）
- ファイナルファンタジーシリーズ（ティファ・ロックハート）
  - ダージュ オブ ケルベロス ファイナルファンタジーVII（2006年1月26日発売）
  - ディシディア デュオデシム ファイナルファンタジー（2011年3月4日発売）
  - FINAL FANTASY VII G-BIKE（2014年配信）
  - ワールド オブ ファイナルファンタジー（2016年10月27日発売）
  - ディシディア ファイナルファンタジー オペラオムニア（2017年配信）
  - メビウス ファイナルファンタジー（2018年3月16日更新）
  - ディシディア ファイナルファンタジー（2019年6月27日更新）
  - ディシディア ファイナルファンタジー NT（2019年7月3日更新）
  - ファイナルファンタジーVII リメイク（2020年4月10日発売）
  - クライシス コア -ファイナルファンタジーVII- リユニオン（2022年12月13日発売）
  - ファイナルファンタジーVII リバース（2024年2月29日発売[43]）

### PV
- YEN TOWN BAND 「Swallowtail Butterfly 〜あいのうた〜」（映画『スワロウテイル』主題歌）（1996年7月22日）

## 作品

### 写真集
- 月刊 伊藤歩（SHINCHO MOOK）（2004年8月、新潮社）ISBN 978-4107901309

### DVD
- Ayumi Ito in  shanghai（2005年4月20日、ポニーキャニオン）

## 受賞歴
- 『スワロウテイル』（1996年度）
  - 第20回日本アカデミー賞 優秀助演女優賞・新人俳優賞[44]
  - 第11回高崎映画祭 最優秀新人女優賞